# القليع (كعيدنة)

تعديل مصدري - تعديل

القليع هي إحدى قرى عزلة الغربي بمديرية كعيدنة التابعة لمحافظة حجة، بلغ تعداد سكانها 372 نسمة حسب تعداد اليمن لعام 2004.